# Tromsdalstinden
Tromsdalstinden (nordsamisch Sálašoaivi oder Sálaščohkka, deutsch „Tromstalszinne“) ist ein Berg südöstlich der Stadt Tromsø in der norwegischen Provinz Troms. Der Berg befindet sich am südlichen Ende des Tromsdalen (Tromstal). Der Gipfel erhebt sich 1238 Meter über Meereshöhe. Der Schneefall variiert von Jahr zu Jahr, jedoch ist der Gipfel gewöhnlich nur während weniger Sommermonate schneefrei. Der Berg ist von der Innenstadt Tromsøs aus leicht zu entdecken. Die Gipfelbesteigung ist eine beliebte Wanderung, die nur gute Schuhe, gute (warme) Kleidung, normale körperliche Verfassung und reichlich zu trinken erfordert.

## Etymologie
Der norwegische Name Tromsdalstinden bedeutet „der Gipfel über dem Troms-Tal“, während der samische Name sich aus den Wortteilen Sálaš und Oaivi zusammensetzt. Das erste Wort bedeutet ein gutes Jagdgebiet, das zweite übersetzt sich wörtlich zu „Kopf“, bedeutet bei Landschaften jedoch einen rund geschliffenen Berg ohne scharfe Spitzen.

## Skilaufen und Wandern
Wanderer besteigen den Gipfel entweder vom Vorort Tromsdalen oder vom Ramfjord aus. Die Berghänge sind nicht anspruchsvoll, wobei Nebel und Regen den Aufstieg erschweren, wenn man nicht mit dem Gelände vertraut ist. Wenn man den Berg vom Südosten, vom Ramfjord her begeht, müssen sich Wanderer und Skiläufer jedoch an einer Stelle auf die südwestliche oder nordwestliche (stadtzugewandte) Seite begeben, da die Steigung sonst zu stark wird. Die beste Jahreszeit für Wanderungen ist von Mai bis September. Skiläufer fahren gewöhnlich mit der Fjellheisen (eine Pendelseilbahn) bis Storsteinen und steigen von dort aus auf. Es gibt zwei Hauptrouten, die Winterroute und die Sommerroute (Normalweg).

### Winterroute
ist eine Skitour, die auf der südöstlichen Seite des Berges (auf der rechten Seite in den Bildern) beginnt, der Salen (der Sattel) genannt wird. Skiläufer steigen vom Gipfel im Zick-Zack bis zu dem kleinen See namens Tromsdalsvannet (norwegisch) oder Moskojávri (samisch) im innersten Teil des Tromsdalen ab.

### Sommerroute
ist eine Wanderung, die auf dem Zick-Zack-Weg beginnt, auf dem Skiläufer absteigen. Auf dem Rückweg folgen Wanderer dem Südostgrat des Berges (links auf den Bildern). Die Abstiegsstrecke führt an einer Stelle recht nahe an den Steilhang hinter dem Berg und könnte daher ungeeignet sein für Wanderer, denen leicht schwindlig wird. Für solche Wanderer ist es vielleicht empfehlenswerter, denselben Weg zurückzugehen.

### Direkter Aufstieg
Es ist auch möglich vom Nordwesten her aufzusteigen, also vom Tal geradewegs aufwärts. Wanderer starten dabei vom Nerloftet (ein kleiner Absatz über dem Tromsdalen), gehen weiter zum Loftet (ein hervorstehender, zur Stadt gewandter Teil des Berges) und dann geradewegs aufwärts. ER Berg zu steil wird, wendet man sich nach rechts, bis man auf die Winterroute (die rechte Flanke) trifft. Die Namen der Zwischenziele bedeuten jeweils „unterer Dachboden“ und „Dachboden“. Diese Strecke ist recht steil und daher fordernd aber sicher – wobei manche Steine rutschig oder lose sein könnten und man daher vorsichtig sein sollte.

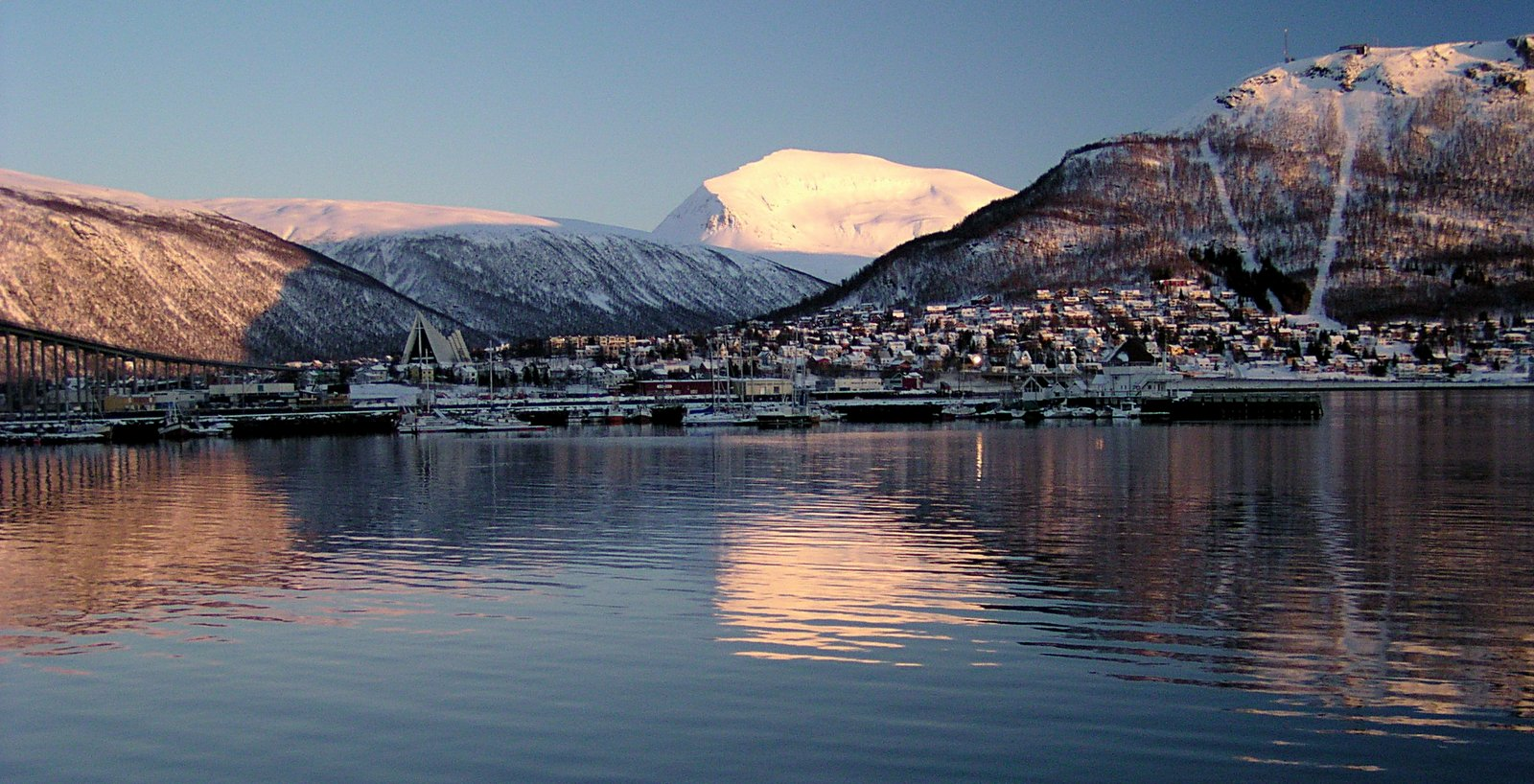
Der Tromsdalstinden ist über dem Tromsdalen leicht zu entdecken
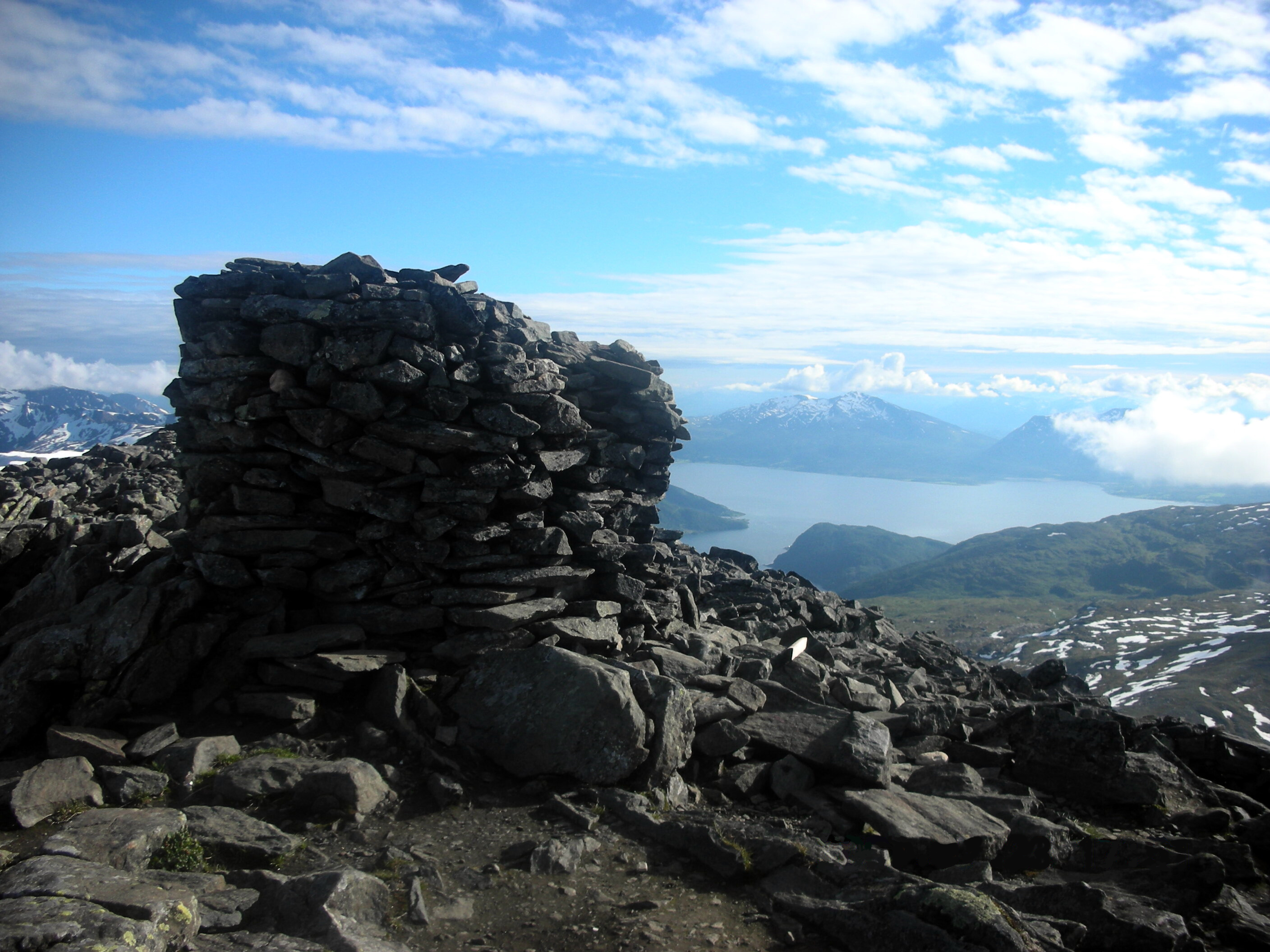
Das Gipfelzeichen
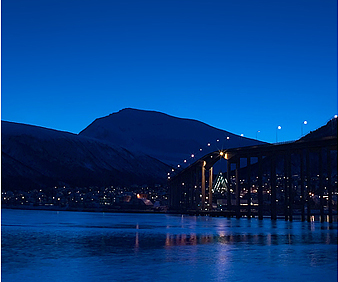
Ansicht des Berges
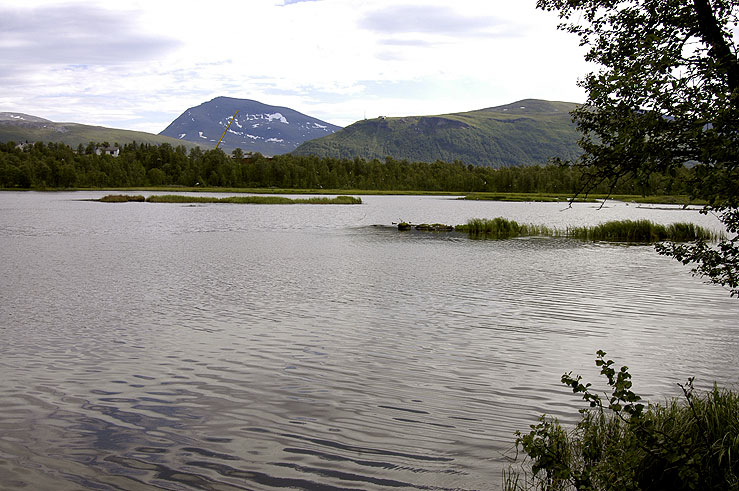
Blick von Prestvannet in der Stadt Tromsø
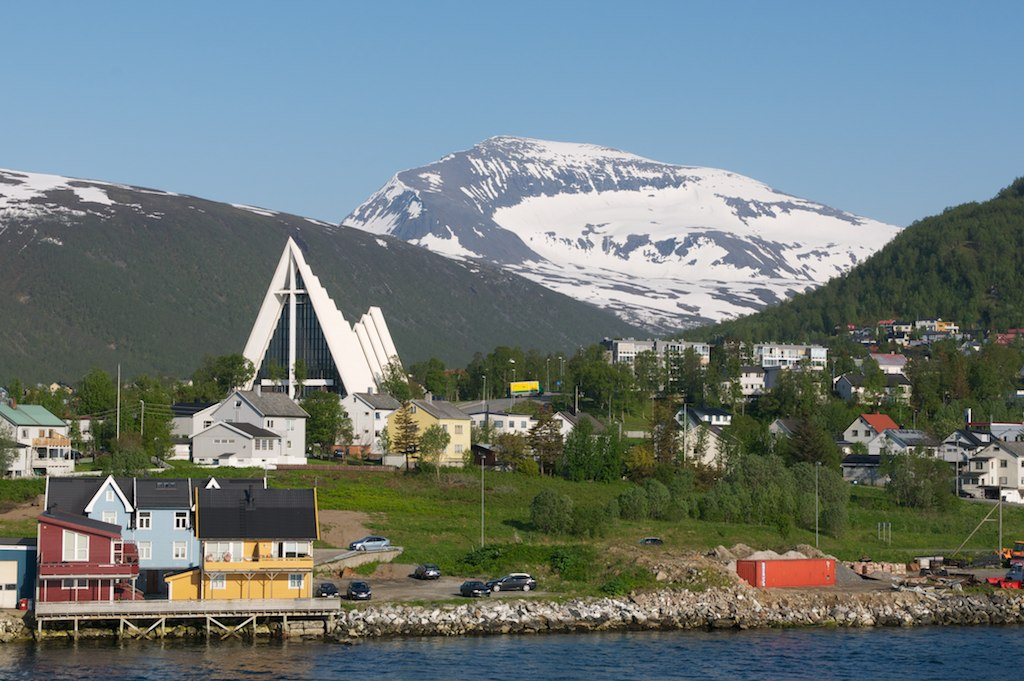
Ansicht der Eismeerkathedrale mit dem Tromsdalstinden im Hintergrund

## Kontroverse über die Bedeutung in der Sámi-Kultur
2003 bewarb sich Tromsø als Gastgeber für die Olympischen Winterspiele 2014. Der beim Internationalen Olympischen Komitee eingereichte Vorschlag enthielt Pläne für den Bau einer Anlage für alpinen Skilauf an den Berghängen. Dies entzündete sofort Proteste von samischen Aktivisten, die behaupteten, dass der Tromsdalstinden von alters her ein heiliger Berg der Samen sei. Es folgte ein hitziger Streit darüber, ob der Tromsdalstinden als heilig angesehen werden sollte oder nicht.
Das norwegische Samenparlament erließ 2004 einen Beschluss, der den Berg heilig erklärte, und die Pläne wurden aufgegeben. Das Samenparlament hat keine tatsächliche formale Entscheidungsbefugnis, um Dinge als heilig zu erklären, aber der Beschluss wurde dennoch respektiert. In der Folge diskutierten Anwälte die Möglichkeit, einen Berg als nach dem Gesetz als kulturelles Erbe definieren zu können.
Professor Siv Ellen Kraft von der Abteilung für Religionswissenschaft an der Universität Tromsø, schrieb einen Artikel, der vertrat, dass der Tromsdalstind in neuerer Zeit als Teil samischer Identitätspolitik heilig gemacht wurde. Allerdings wird von Samen aus der Region angenommen, dass der Berg vor der Christianisierung einmal heilig gewesen war. Es sollte hier erwähnt werden, dass der Berg das bedeutende Merkmal eines heiligen Berges hat, dass er nämlich die Landschaft durch seine Form oder Höhe dominiert. Da die ursprüngliche samische Religion tot ist und nur Teile in örtlichen Überbleibseln und Neoschamanismus überlebt haben, kann behauptet werden, dass der Berg den meisten Samen im traditionellen Sinne nicht mehr heilig ist. Jedoch zeigt der Grad der Hingabe an die Erhaltung des Berges, den die Samen zeigten – bis hin zum Beschluss des Samenparlamentes – recht deutlich die große kulturelle Bedeutung des Berges auch für moderne Samen, eine Bedeutung, die tatsächlich in den religiösen Traditionen von Vorfahren wurzelt.

## Nachweise
1. ↑  Siv Ellen Kraft: Et hellig fjell blir til – Om samer, OL og arktisk magi. Norwegian only (a holy mountain is created - Samis, olympics and arctic magic) Nytt Norsk Tidsskrift, 2004, Nr. 03–04